# Love Child
"Love Child" is een hitsingle van de Motowngroep The Supremes uit 1968. 
Love Child haalde de nummer 1-positie op de Amerikaanse poplijst. Ook in Canada haalde "Love Child" de top van de lijst, op de R&B-lijst werd de 2e hoogste notering bereikt en in Australië de 4e plek. Daarnaast was het ook in Nederland en het Verenigd Koninkrijk een top 20-hit.
Dit succes was welgekomen voor The Supremes, want de voorgaande singles "Some Things You Never Get Used To" en "Forever Came Today" haalden niet eens de top 25. Doordat de singles in deze periode van de groep niet hoog scoorden, riep Berry Gordy, directeur van Motown, een groep schrijvers en producers bij elkaar om een hit te schrijven voor de belangrijkste groep van het label. Deze groep noemde hij The Clan en werd ook als auteur op de single vermeld, om zo geen sterrengedrag bij de schrijvers op te roepen. Dit gebeurde eerder wel bij Holland-Dozier-Holland toen zij nog nummers voor The Supremes schreven en dat wilde Gordy niet meer hebben. The Clan wilde geen liefdesnummer voor de groep schrijven, zoals voorheen, maar een nieuw soort nummer, omdat ze dachten dat het dan hoog zou scoren. Dit doel werd bereikt met de nummer 1-positie in de VSA. Ook de instrumentatie was anders dan bij voorgaande singles van The Supremes: dramatischer dan de eerder eenvoudige instrumentatie bij nummers als "Where Did Our Love Go" en "Back In My Arms Again".
Het nummer werd geschreven door The Clan (Frank Wilson, Pamela Sawyer, Deke Richards, die later ook solo nummers voor Diana Ross zou schrijven, en R. Dean Taylor, een soloartiest van Motown) en Henry Cosby, die vooral samenwerkte met Stevie Wonder.
Het nummer werd uiteindelijk de meest verkochte single ooit van The Supremes. De samenwerking van The Clan was dus goed verlopen en bracht resultaat. Daardoor werkte de groep nog een keer samen bij de opvolger van "Love Child": "I'm Livin' In Shame". Nadat The Clan werd ontbonden zou die overigens vervangen worden door een gelijkaardig hitproducerend collectief: The Corporation.
Love Child werd later gecoverd door Broadzilla en Sweet Sensation.

## Bezetting
- Lead: Diana Ross
- Achtergrondzangeressen: The Andantes, in plaats van Cindy Birdsong en Mary Wilson.
- Instrumentatie: The Funk Brothers
- Schrijvers: Henry Cosby, Frank Wilson, Pamela Sawyer, Deke Richards en R. Dean Taylor
- Productie: Berry Gordy, Henry Cosby, Frank Wilson, Deke Richards en R. Dean Taylor
- Arrangeur: Paul Riser